# Blauka
Blauka – polski duet autorsko-kompozytorski i zarazem zespół muzyczny, założony w 2018 w Warszawie przez Georginę Tarasiuk i Piotra Lewańczyka. Kolektyw tworzy muzykę z gatunku indie pop, określaną przez samych muzyków jako „retrospektywny rock rekreacyjny”.

## Historia zespołu
Zespół został założony w 2018 w Warszawie przez piosenkarkę, kompozytorkę i autorkę tekstów Georginę Tarasiuk oraz Piotra Lewańczyka, basistę, kompozytora i producenta muzycznego. 21 czerwca 2018 wydali swój pierwszy singiel – „Figle Zuchwałe”. Od tamtej pory wydali jeszcze kilka piosenek: „Zawzięcie” (2018), „Fantazmat” (2019) i „Polana” (2019). 27 września 2019, nakładem niezależnego wydawnictwa Duża Wytwórnia, wydali album pt. Miniatura

## Dyskografia

### Albumy
| Rok  | Dane dot. albumu                                                                                           |
| ---- | --- |
| 2019 | Miniatura - Wydany: 27 września 2019 - Wydawca: Duża Wytwórnia, My Music - Format: CD, digital download    |
| 2025 | Wolta - Wydany: 28 maja 2025 - Wydawca: Duża Wytwórnia, My Music - Format: CD, digital download, streaming |

### Single
| Rok  | Tytuł                 | Pozycja na liście | Pozycja na liście | Album     |
| Rok  | Tytuł                 | LP3               | RDC               | Album     |
| ---- | --------------------- | ----------------- | ----------------- | --------- |
| 2018 | "Figle Zuchwałe"      | –                 | 1                 | Miniatura |
| 2018 | "Zawzięcie"           | 51                | –                 | Miniatura |
| 2019 | "Fantazmat"           | –                 | –                 | Miniatura |
| 2019 | "Polana"              | –                 | –                 | Miniatura |
| 2020 | "Trefne Fanty"        | –                 | –                 | –         |
| 2024 | "Kiks"                | –                 | –                 | Wolta     |
| 2024 | "Simona"              | –                 | –                 | Wolta     |
| 2025 | "Berlin i Amsterdam"  | –                 | –                 | Wolta     |
| 2025 | "Fason"               | –                 | –                 | Wolta     |
| 2025 | "Figura Lichtenberga" | –                 | –                 | Wolta     |

## Teledyski
| Rok  | Tytuł                 | Reżyser           | Źródło |
| ---- | --------------------- | ----------------- | ------ |
| 2018 | "Figle zuchwałe"      | Olga Czyżykiewicz | [ 11 ] |
| 2018 | "Zawzięcie"           | Olga Czyżykiewicz | [ 12 ] |
| 2019 | "Fantazmat"           | Mateusz Białęcki  | [ 13 ] |
| 2020 | "Trefne fanty"        | Mateusz Białęcki  | [ 10 ] |
| 2024 | "Kiks"                | Mateusz Białęcki  |        |
| 2025 | "Berlin i Amsterdam"  | Mateusz Białęcki  |        |
| 2025 | "Fason"               | Mateusz Białęcki  |        |
| 2025 | "Figura Lichtenberga" | Mateusz Białęcki  |        |

## Nagrody i wyróżnienia
| Rok  | Nagroda                                      | Kategoria                                | Tytułem          | Nota        | Źródło |
| ---- | -------------------------------------------- | ---------------------------------------- | ---------------- | ----------- | ------ |
| 2018 | IndieFEST Film Festival / August 2018        | Award of Merit                           | "Figle Zuchwałe" | Wygrana     | [ 14 ] |
| 2018 | Chilloutowy Utwór Roku 2018                  | Nagroda słuchaczy ChilliZet              | "Figle Zuchwałe" | Wygrana     | [ 15 ] |
| 2018 | PL Music Video Awards 2018                   | Najlepszy teledysk kategorii Alternatywa | "Figle Zuchwałe" | Nominacja   | [ 16 ] |
| 2019 | Berlin Music Video Awards 2019               | Silver Screening                         | "Zawzięcie"      | Wyróżnienie | —      |
| 2019 | Yach Film Festiwal 2019                      | Plastyczna Aranżacja Przestrzeni         | "Fantazmat"      | Nominacja   | [ 17 ] |
| 2019 | Oniros Film Awards / June 2019               | Best Music Video                         | "Fantazmat"      | Wygrana     | [ 18 ] |
| 2019 | SHORT to the Point Film Festival / June 2019 | Best Music Video                         | "Fantazmat"      | Wygrana     | [ 19 ] |
| 2019 | Berlin Sci-Fi Filmfest                       | Official Selection 2019                  | "Fantazmat"      | Nominacja   | [ 20 ] |